# Винтербах (Палатинат)
Винтербах (њем. Winterbach) општина је у њемачкој савезној држави Рајна-Палатинат. Једно је од 84 општинска средишта округа Југозападни Палатинат. Према процјени из 2010. у општини је живјело 522 становника. Посједује регионалну шифру (AGS) 7340228.

## Географски и демографски подаци
Винтербах се налази у савезној држави Рајна-Палатинат у округу Југозападни Палатинат. Општина се налази на надморској висини од 250 метара. Површина општине износи 7,0 km². У самом мјесту је, према процјени из 2010. године, живјело 522 становника. Просјечна густина становништва износи 74 становника/km².